# Lars-Persatjärnet
Lars-Persatjärnet är en sjö i Torsby kommun i Värmland och ingår i Göta älvs huvudavrinningsområde.